# 腐草
腐草（学名：Gymnosiphon nana）为水玉簪科腐草属的植物，为台灣的特有植物。分布于台灣本島，一般生于雨林中，目前尚未由人工引种栽培。

## 异名
- Burmannia nana Fukuyama et Suzuki